# RFL Championship 1971-72
El Championship de 1971-72 fue la 77.º edición del torneo de rugby league más importante de Inglaterra.

## Formato
Los equipos se enfrentaron en formato de todos contra todos, los primeros 16 equipos clasificaron a postemporada.
Se otorgaron 2 puntos por cada victoria, 1 por el empate y 0 por la derrota.

## Desarrollo

### Tabla de posiciones
| Pos. | Equipo               | Encuentros | Encuentros | Encuentros | Encuentros | Puntos |
| Pos. | Equipo               | PJ         | PG         | PE         | PP         | Puntos |
| ---- | -------------------- | ---------- | ---------- | ---------- | ---------- | ------ |
| 1    | Leeds Rhinos         | 34         | 28         | 2          | 4          | 58     |
| 2    | Bradford Northern    | 34         | 26         | 2          | 6          | 54     |
| 3    | St Helens RFC        | 34         | 26         | 1          | 7          | 53     |
| 4    | Wigan Warriors       | 34         | 25         | 0          | 9          | 50     |
| 5    | Salford Red Devils   | 34         | 25         | 0          | 9          | 50     |
| 6    | Swinton Lions        | 34         | 23         | 2          | 9          | 48     |
| 7    | Featherstone Rovers  | 34         | 23         | 1          | 10         | 47     |
| 8    | Rochdale Hornets     | 34         | 21         | 1          | 12         | 43     |
| 9    | Wakefield Trinity    | 34         | 21         | 0          | 13         | 42     |
| 10   | Castleford Tigers    | 34         | 20         | 1          | 13         | 41     |
| 11   | Widnes Vikings       | 34         | 19         | 3          | 12         | 41     |
| 12   | Dewsbury Rams        | 34         | 18         | 2          | 14         | 38     |
| 13   | Oldham RLFC          | 34         | 18         | 1          | 15         | 37     |
| 14   | Hull Kingston Rovers | 34         | 18         | 0          | 16         | 36     |
| 15   | Warrington Wolves    | 34         | 16         | 3          | 15         | 35     |
| 16   | Leigh Centurions     | 34         | 17         | 0          | 17         | 34     |
| 17   | Huddersfield Giants  | 34         | 17         | 0          | 17         | 34     |
| 18   | Barrow Raiders       | 34         | 16         | 2          | 16         | 34     |
| 19   | Hull FC              | 34         | 16         | 0          | 18         | 32     |
| 20   | York FC              | 34         | 15         | 2          | 17         | 32     |
| 21   | Halifax RLFC         | 34         | 14         | 0          | 20         | 28     |
| 22   | Bramley RLFC         | 34         | 13         | 0          | 21         | 26     |
| 23   | Whitehaven RLFC      | 34         | 12         | 0          | 22         | 24     |
| 24   | Workington Town      | 34         | 11         | 2          | 21         | 24     |
| 25   | Blackpool Borough    | 34         | 11         | 0          | 23         | 22     |
| 26   | Keighley Cougars     | 34         | 8          | 0          | 26         | 16     |
| 27   | Huyton RLFC          | 34         | 7          | 1          | 26         | 15     |
| 28   | Batley Bulldogs      | 34         | 5          | 2          | 27         | 12     |
| 29   | Doncaster RLFC       | 34         | 5          | 0          | 29         | 10     |
| 30   | Hunslet FC           | 34         | 2          | 0          | 32         | 4      |

|  | Clasificados a postemporada. |

### Postemporada

#### Octavos de final
| 1972 | Leeds | 40 - 2 | Leigh |  |  |

| 1972 | Swinton | 11 - 15 | Widnes |  |  |

| 1972 | Salford | 23 - 7 | Dewsbury |  |  |

| 1972 | Wigan | 18 - 8 | Oldham |  |  |

| 1972 | St. Helens | 25 - 5 | Hull KR |  |  |

| 1972 | Rochdale Hornets | 18 - 13 | Wakefield |  |  |

| 1972 | Featherstone Rovers | 14 - 18 | Castleford |  |  |

| 1972 | Bradford | 37 - 0 | Warrington |  |  |

#### Cuartos de final
| 1972 | Leeds | 20 - 9 | Widnes |  |  |

| 1972 | Salford | 21 - 9 | Wigan |  |  |

| 1972 | St. Helens | 17 - 5 | Rochdale Hornets |  |  |

| 1972 | Castleford | 12 - 22 | Bradford |  |  |

#### Semifinal
| 1972 | Leeds | 10 - 0 | Salford |  |  |

| 1972 | St. Helens | 14 - 10 | Bradford |  |  |

#### Final
| 20 de mayo de 1972 | St Helens RFC | 5 - 9 | Leeds Rhinos | Station Road, Swinton |  |

| Bandera de Inglaterra |
| Campeón Leeds Rhinos  |
| Tercer título         |